# Балтийская республиканская партия
Балтийская Республиканская Партия (БРП) — политическая партия, существовавшая в Калининградской области Российской Федерации с 1 декабря 1993 года по 21 февраля 2005 года. В 2002 году деятельность партии была приостановлена управлением Министерства юстиции по Калининградской области, поскольку по новому закону о партиях слово «партия» могло содержаться лишь в названиях общероссийских организаций. В 2003 году БРП была ликвидирована решением Калининградского областного суда, поскольку не привела свой устав в соответствие с федеральным законодательством.

## Деятельность партии (1993—2005)
Основной идеей являлось повышение статуса области до республики в составе РФ.
Балтийская республиканская партия неоднократно участвовала в выборах, как на местном, так и на федеральном уровнях.
Партия издавала газету «Деловая жизнь» с тиражом в 3 тысячи экземпляров.
В связи с принятием федерального закона от 11 июля 2001 года «О политических партиях» Балтийская республиканская партия была ликвидирована решением Калининградского областного суда от 26 июня 2003 года, оставленным без изменения Верховным судом России по сей день. Руководитель партии, Сергей Пасько, подал жалобу в Конституционный Суд Российской Федерации, результатом которой стало вынесение 1 февраля 2005 года Конституционным Судом постановления, в котором суд признал не противоречащими Конституции Российской Федерации оспариваемых положений закона о партиях.
В последующие годы БРП отстаивала право на своё официальное существование в Европейском суде по правам человека.
После роспуска партии ряд членов БРП проживают за границей, получив политическое убежище. Один из них — бывший депутат и журналист Олег Березовский.
1 февраля 2015 года основатель БРП Сергей Пасько скончался в возрасте 63 лет.
Участники движения, находящиеся за границей, вновь называя себя Балтийской республиканской партией, выступили против российского вторжения в Украину и за независимость Калининградской области, а также считают, что после войны регион мог бы стать частью Евросоюза.

## Общественное движение «Республика» (с 2005 года)
Лишившись статуса юридического лица, Балтийская республиканская партия 21 февраля 2005 года изменила статус на региональное общественное движение «Республика». В тот же день на созванном учредительном съезде были приняты устав и программное заявление движения.
Главная цель активистов движения — достижение автономии в рамках Российской Федерации.
Активисты движения выступают за республиканскую форму правления с сильным авторитетным лидером, с независимым судом и профессиональным парламентом, за десоветизацию и возвращение исторических имён ряду городов региона.
Активисты движения продолжают участие в политической жизни Калининградской области.
Осенью 2010 года в Калининградской области стало нарастать движение за упрощение визового режима с ЕС. Активисты движения под лозунгом «Калининград — узник Европы!» поочерёдно провели пикеты у стен всех иностранных консульств, размещённых в Калининграде. Часть пикетчиков доставила собранные подписные листы с требованием облегчить визовый режим на пикет, который проводился у здания Еврокомиссии в Брюсселе и передала их руководству ЕС. Губернатор области Николай Цуканов поддержал проведение этого пикета.

## Участие в выборах

### Калининградская областная дума
| Год  | Места   | +/- | Отношение к власти |
| ---- | ------- | --- | ------------------ |
| 2000 | 1 из 31 | 1▲  | Оппозиция          |
|      |         |     |                    |